# Пеналистика
Пеналистиката (на латински: pénal – наказателен, както и péna – „наказание“) е науката за наказателното право. Неин предмет са наказателноправните и наказателнопроцесуални правни норми, изследване на различните правни системи, модели и връзките между тях в този клон на правната наука.
Целта ѝ е да дава препоръки, да изготвя концепции, стратегии и проекти за усъвършенстване на наказателното законодателство. Съществуват различни правни дисциплини в областта на пеналистиката – теория (теоретични основи) на наказателното право, история на наказателното право, философия на наказателното право, сравнителна пеналистика и т.н.